# 大洗磯前神社

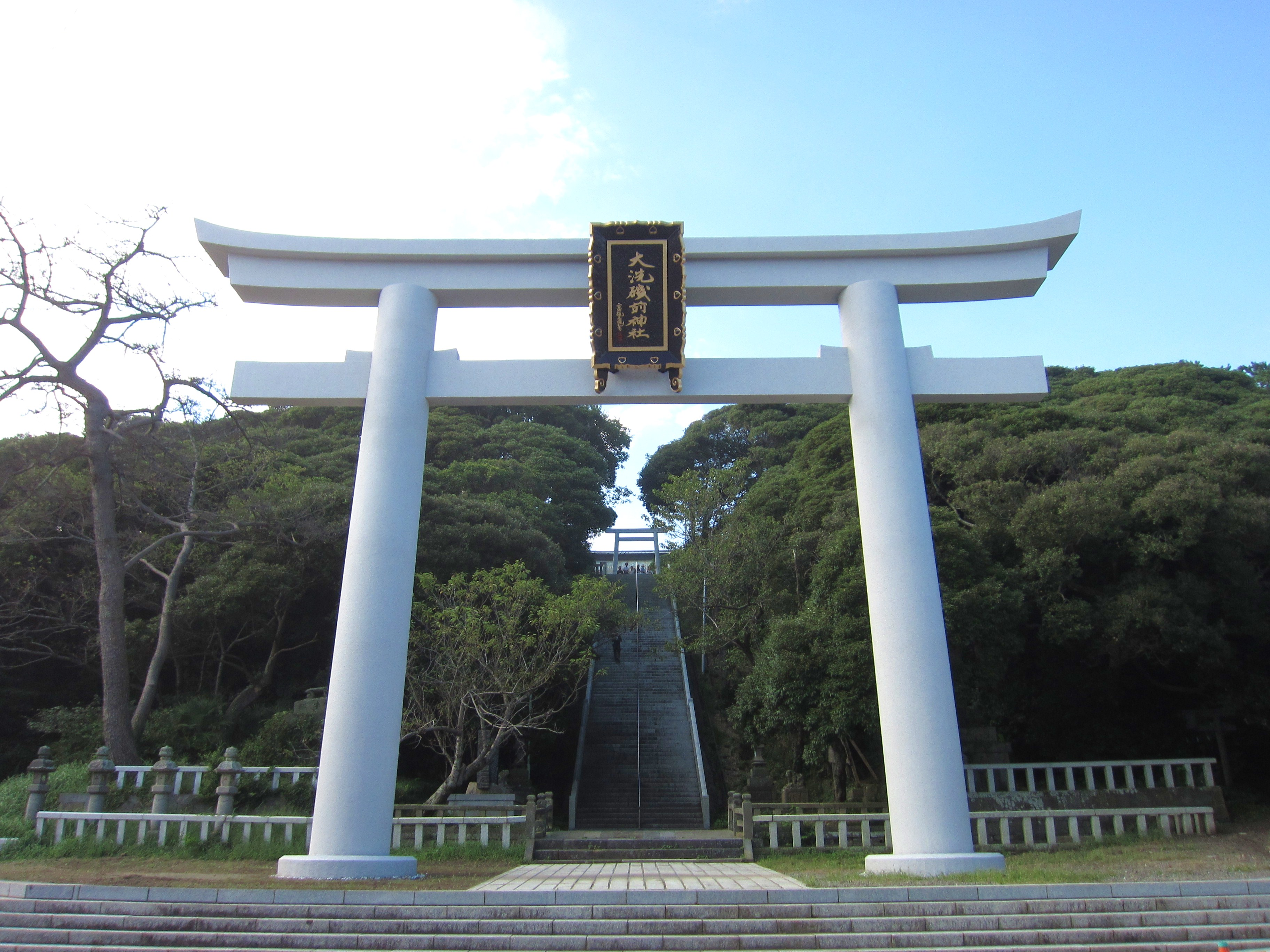
正面鳥居
額「大洗磯前神社」は熾仁親王の書

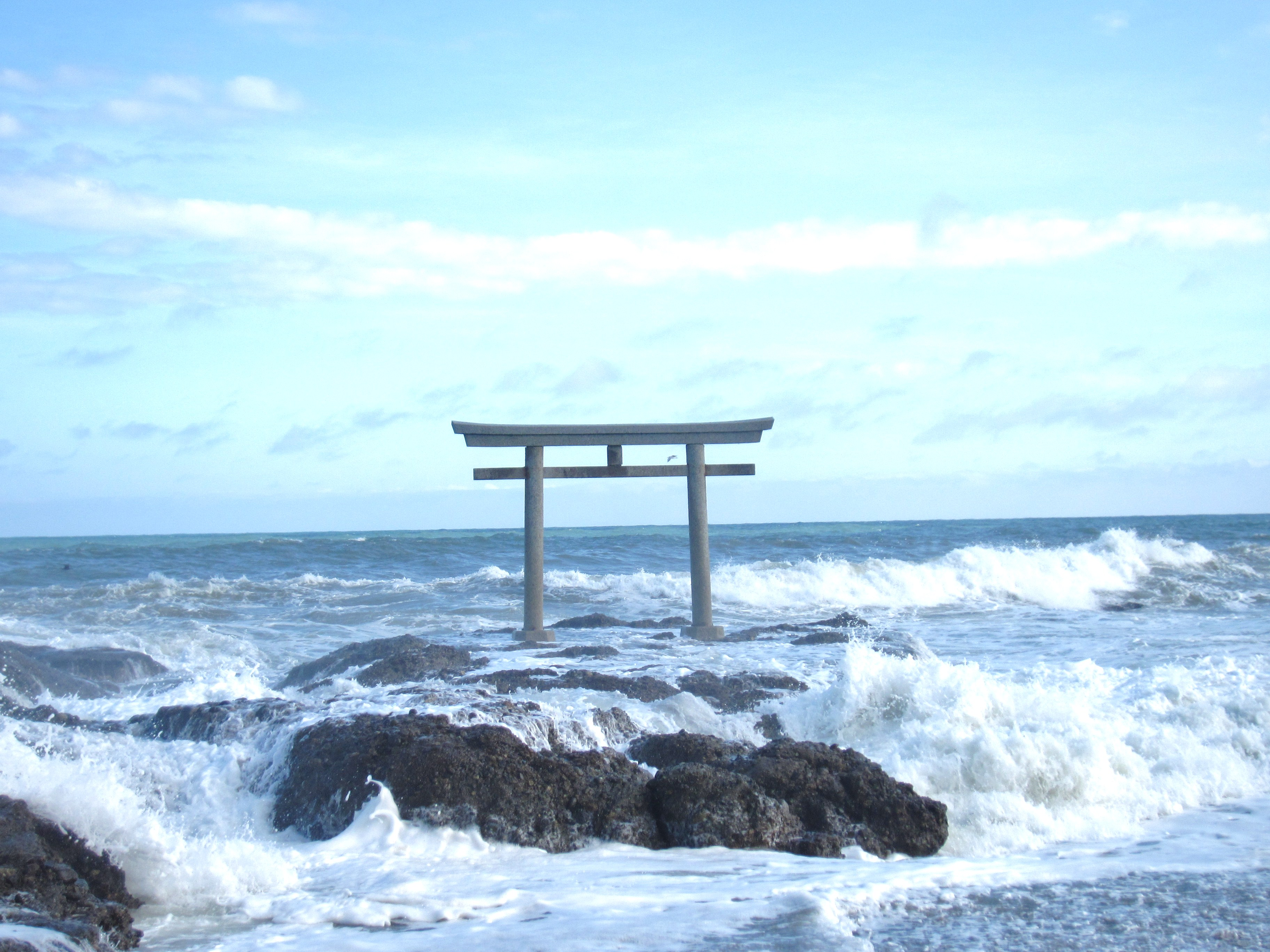
神磯の鳥居
祭神の降臨地と伝わる

大洗磯前神社（おおあらいいそさきじんじゃ）は、茨城県東茨城郡大洗町にある、大己貴命と少彦名命を祀る神社。式内社（名神大社）。旧社格は国幣中社で、現在は神社本庁の別表神社。

## 概要
東に太平洋を臨む大洗海岸の丘上に社殿が鎮座する。祭神が降臨したと伝えられる磯に、波を受けながら建つ「神磯（かみいそ）の鳥居」は当社および大洗町の象徴となっており、初日の出でも有名である。大洗美術館には、神磯の鳥居を額装された絵に見立てて眺められる「風景窓画」が設けられている。
那珂川対岸の茨城県ひたちなか市にある酒列磯前神社と深い関係にあると言われ、両社で一つの信仰を形成している。
中世には戦乱で荒廃し、江戸時代になって水戸藩第2代藩主の徳川光圀と次代の綱條により再興した。本殿、拝殿、随神門が茨城県・大洗町の文化財に指定されている。

## 祭神
主祭神
- 大己貴命（おおなむちのみこと）

大国主命の別名。国造りを行うため、境内前方の岬の岩礁に降臨したとされる。
配祀神
- 少彦名命（すくなひこなのみこと）

酒列磯前神社祭神で、その分霊。大己貴命とともに国造りを行なったとされる。
国造りにおいて『古事記』『日本書紀』『風土記』などの神話では大己貴命と少彦名命の2神が併せて登場することから、当社に限らずこの2神の組み合わせで祀る神社は多い。また、当社では大己貴命を七福神の大黒天とも見なしている。

## 歴史

### 創建
『日本文徳天皇実録』によると、平安時代初期の斉衡3年（856年）に常陸国鹿嶋郡の大洗磯前に神が現れたとされる。
そして、大己貴命（大奈母知）が大洗に、少彦名命（少比古奈命）が酒列に祀られ、両社の創建となったと伝えられている。

### 概史
平安時代中期の『延喜式神名帳』には「常陸国鹿嶋郡 大洗礒前薬師菩薩明神社」と記載され、名神大社に列している。
永禄年間（1558年-1570年）には戦乱で荒廃した。江戸時代前期の元禄3年（1690年）、水戸藩主の徳川光圀により造営が起工され、綱條の代で現在の本殿、拝殿、随神門が完成した。
明治18年（1885年）、近代社格制度において国幣中社に列した。現在では公称を「大洗磯前神社」としている。

### 神階
『日本文徳天皇実録』によると、天安元年8月7日（857年8月30日）に官社となり、同年10月15日（11月5日）に「薬師菩薩名神」の号を授かった。

## 境内

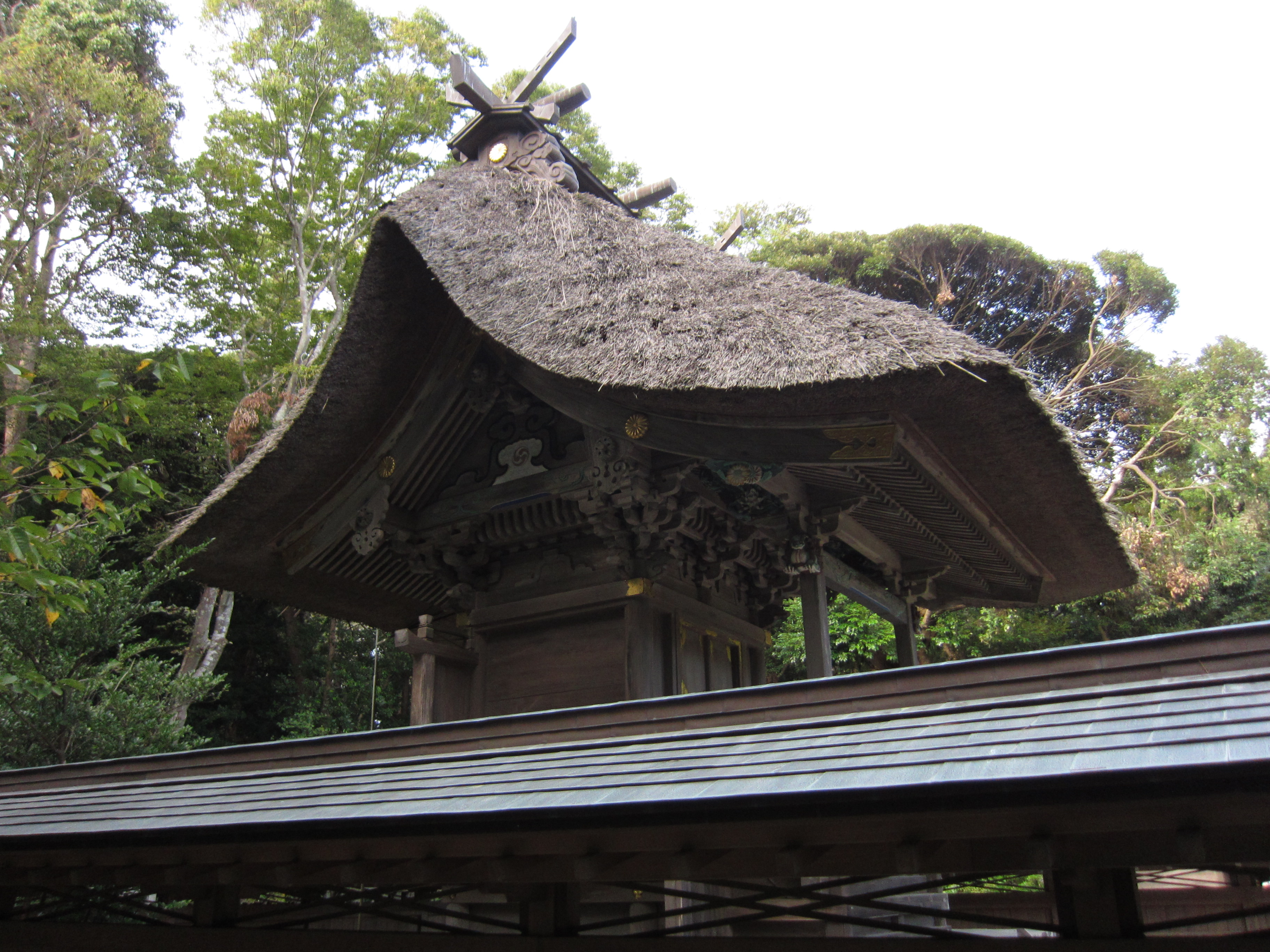
本殿（県指定文化財）

本殿は一間社流造で茅葺。享保15年（1730年）に現在地に遷座した。茨城県の文化財に指定されている。
拝殿は桁行5間、梁間2間で向拝1間付きの入母屋造で茨城県の文化財、随神門は大洗町の文化財にそれぞれ指定されている。
そのほか、大日本帝国海軍の軽巡洋艦「那珂」の忠魂碑がある。

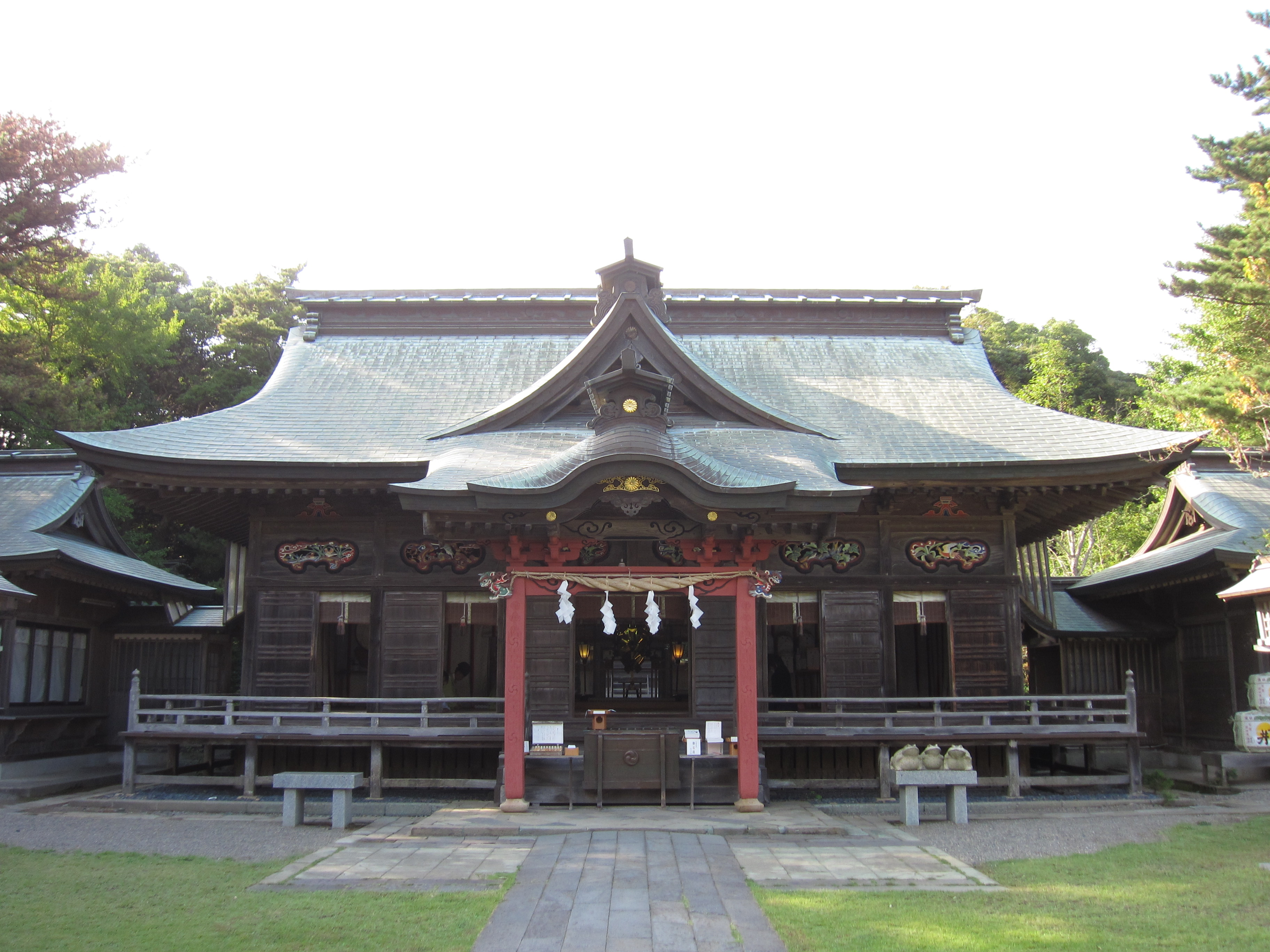
拝殿（県指定文化財）
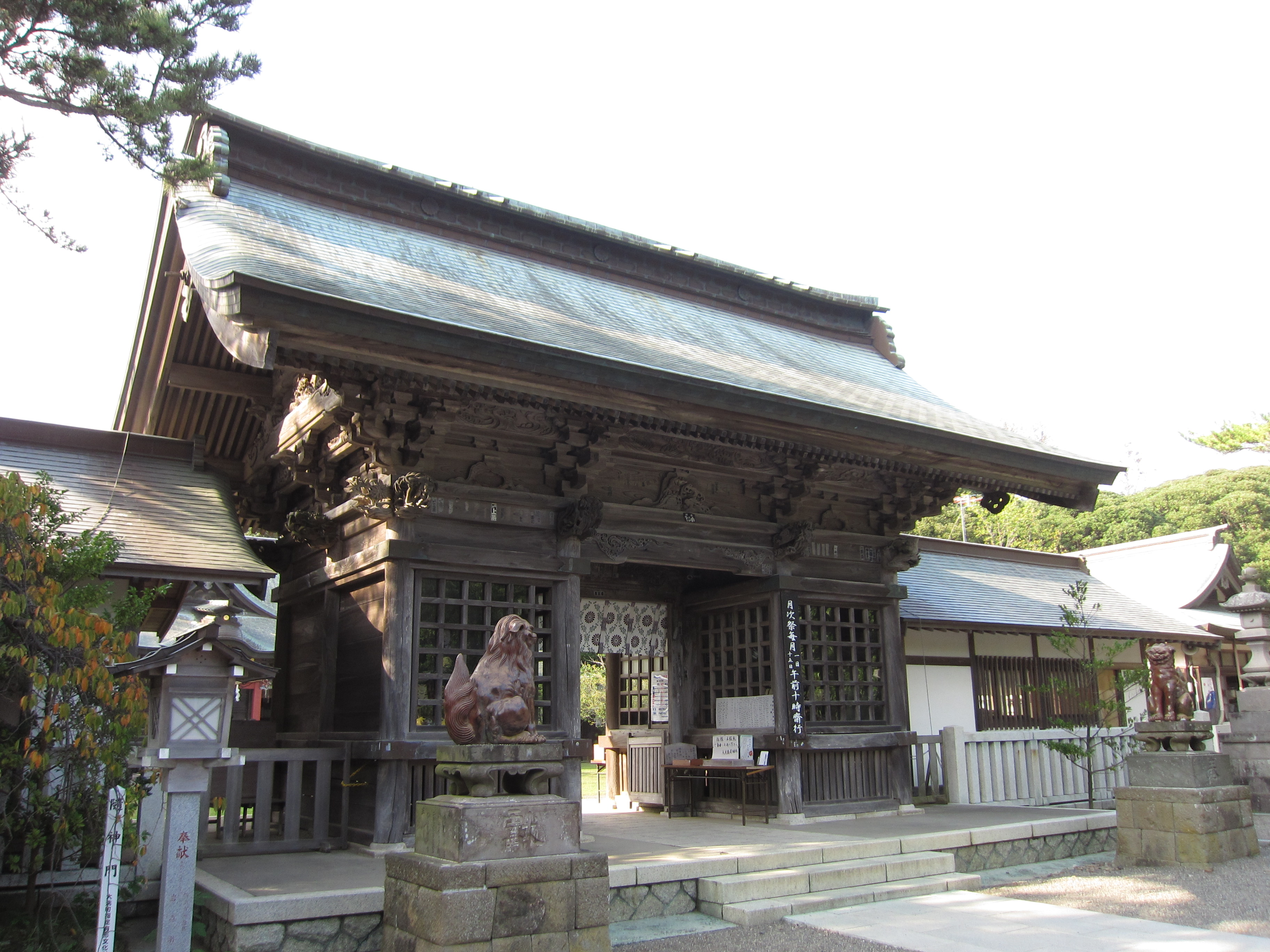
随神門（町指定文化財）
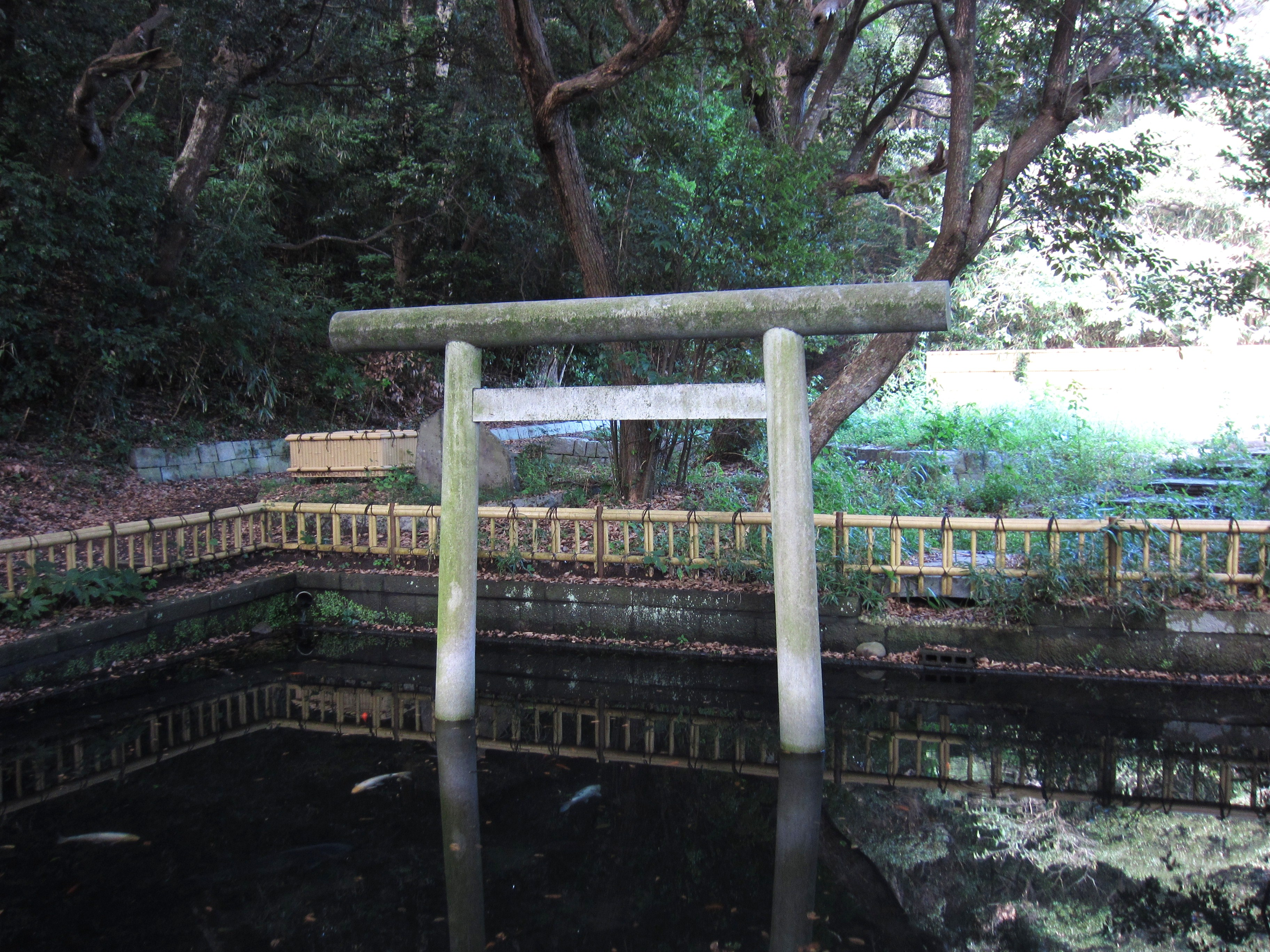
神池
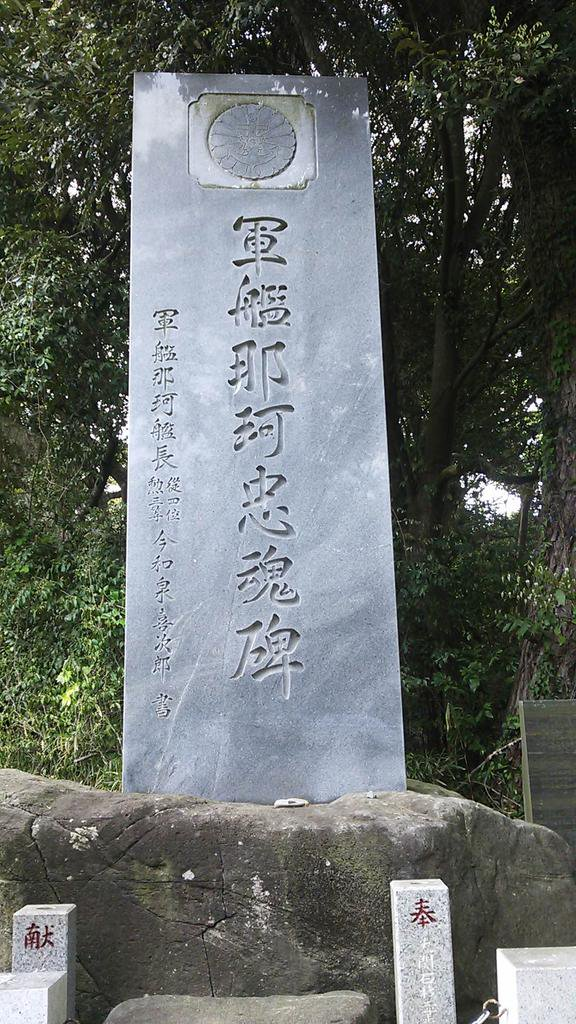
軽巡洋艦那珂忠魂碑

## 摂末社
- 三社（本殿向かって右手の末社）
  - 大神宮 - 祭神：天照皇大神。伊勢神宮の分社。
  - 静神社 - 祭神：建葉槌命・手力雄命・高皇産霊尊・思兼神。那珂市にある常陸国二宮の分社。
  - 水天宮 - 祭神：天御中主神・安徳天皇・建礼門院二位尼。福岡県久留米市にある水天宮の分社。
- 三社（本殿向かって左手の末社）
  - 大杉神社 - 祭神：大物主命。茨城県稲敷市の大杉神社を中心とした信仰の神社。あんば様として信仰されている。
  - 水神社 - 祭神：罔象女命
  - 八幡宮 - 祭神：玉依比売命・大帯姫命・応神天皇
- 御嶽神社 - 祭神：国常立命・大己貴命・少比古名命
- 清良神社 - 祭神：小幡宥円。

二の鳥居そばに鎮座。御霊信仰の神社で、不運の死をとげた小幡宥円の祟りをおさめるために祀られた。
- 烏帽子厳社 - 祭神：烏帽子厳神。駐車場にある「烏帽子岩」と呼ばれる岩石の神霊を祀る。
- 茶釜稲荷神社 - 祭神：倉稲魂命
  - 櫛形山神社
  - 大甕磯神社
- 與利幾神社 - 祭神：建御名方命
  - 石尊宮 - 神奈川県伊勢原市にある大山阿夫利神社の分社。

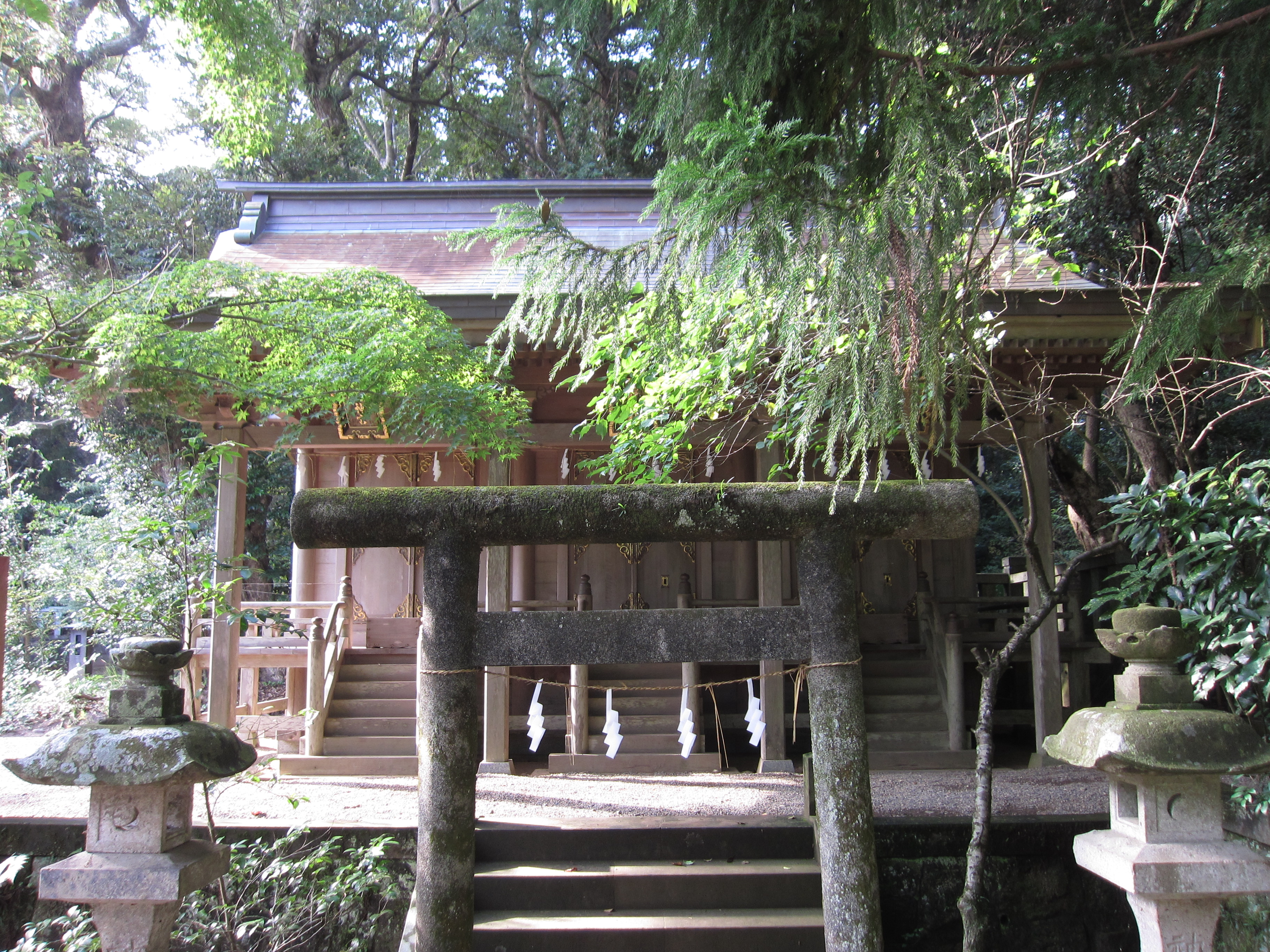
（左から）大神宮、静神社、水天宮
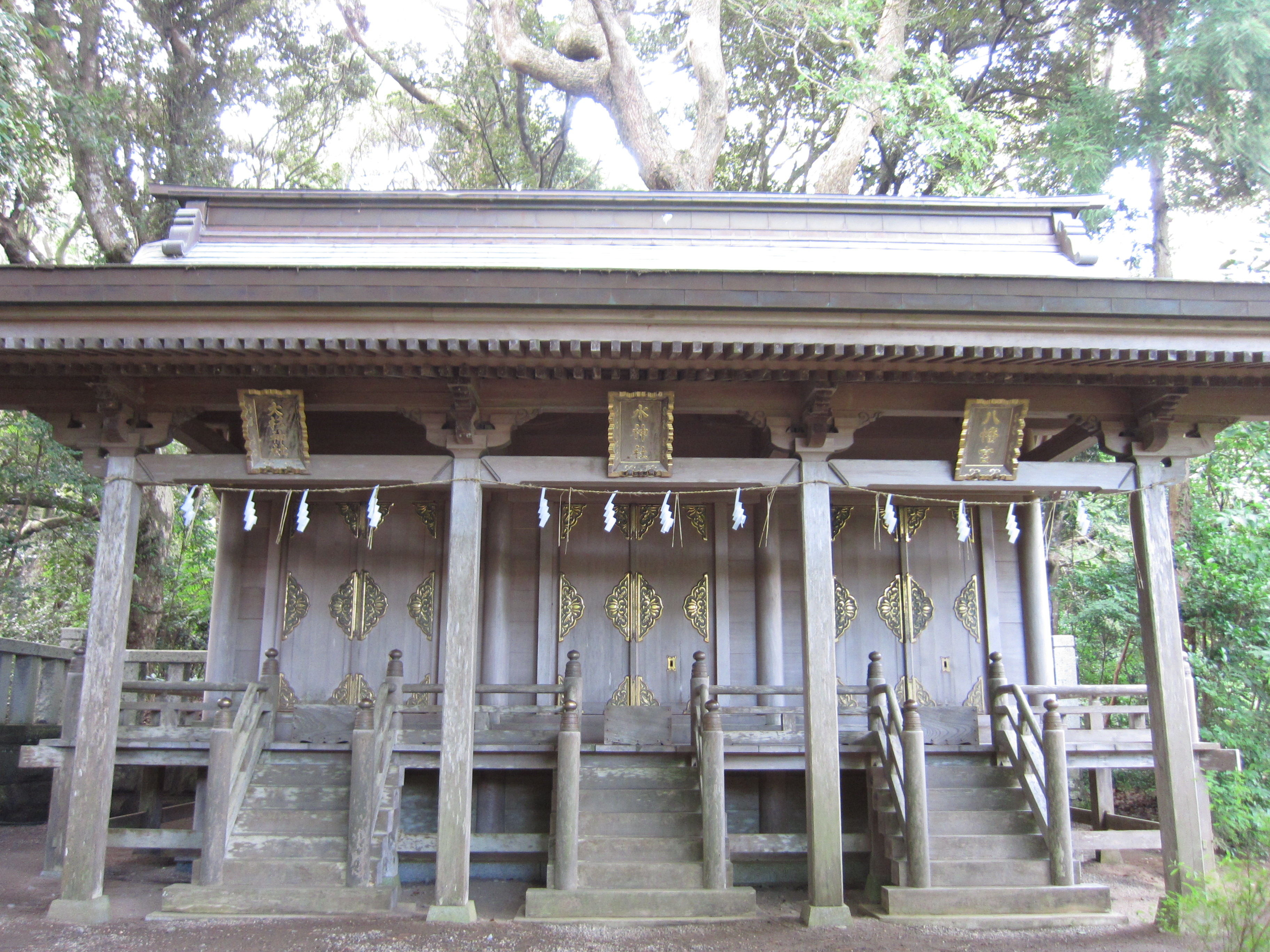
（左から）大杉神社、水神社、八幡宮
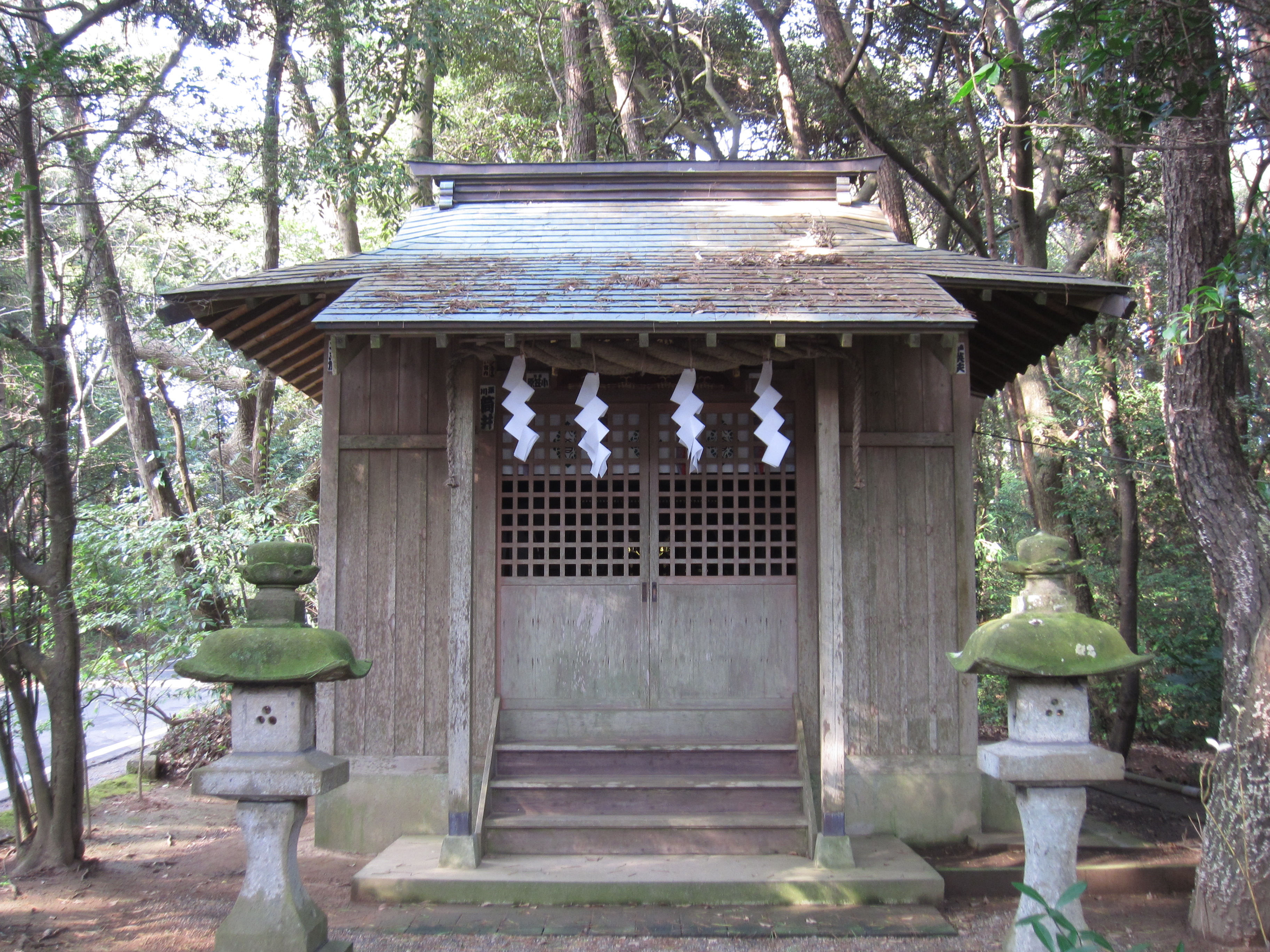
御嶽神社
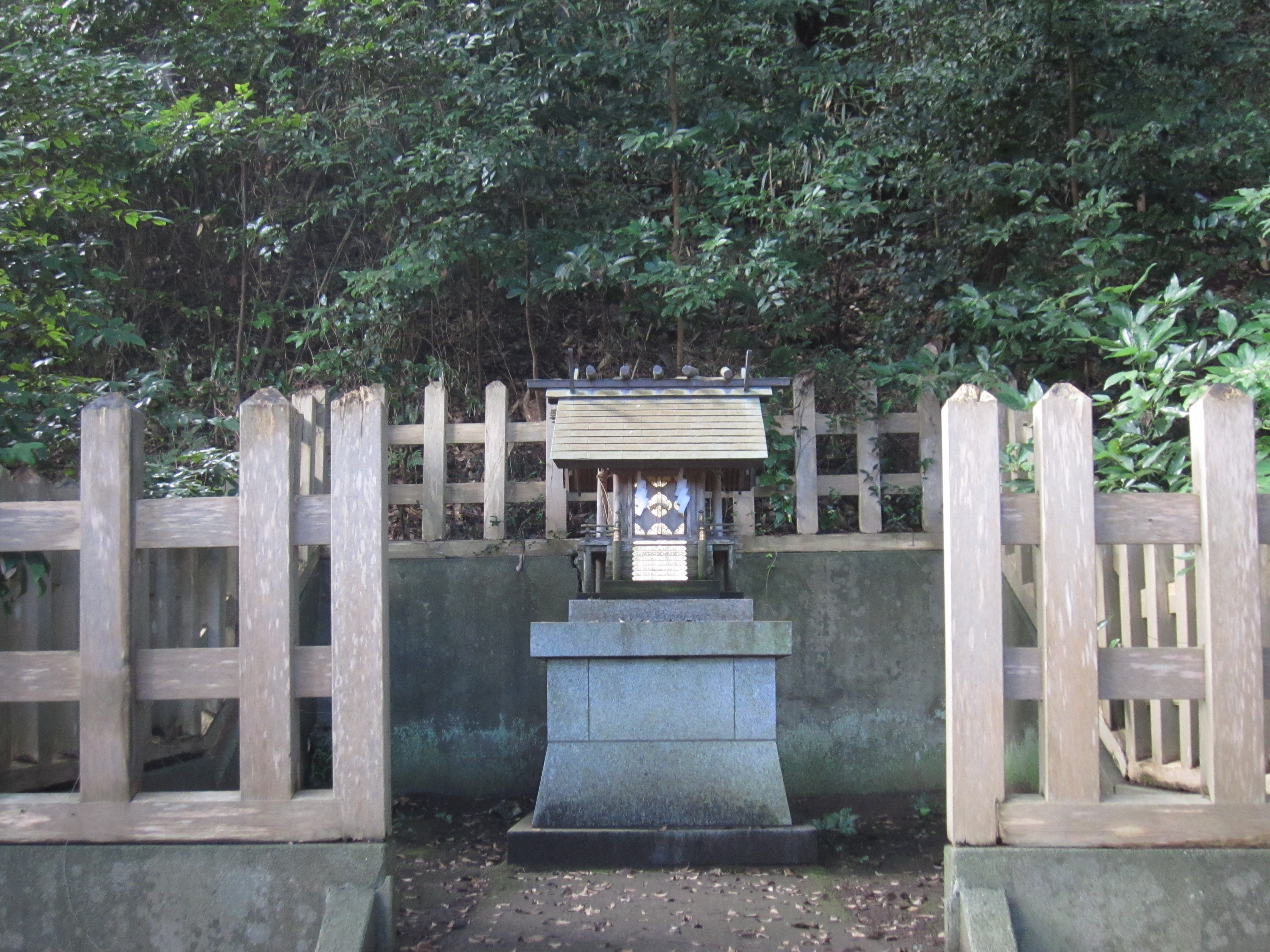
清良神社

## 祭事

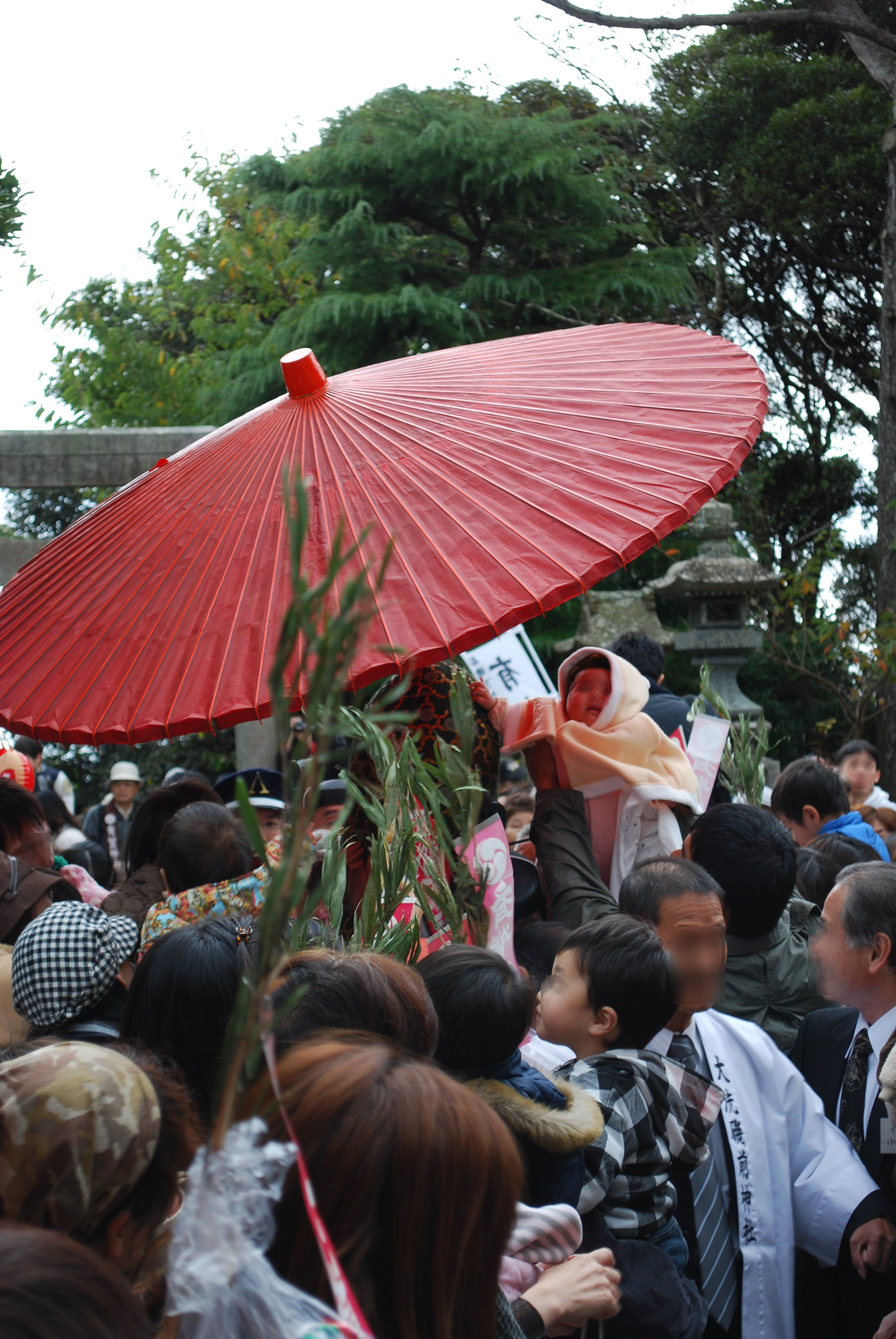
秋季神事有賀祭での有賀神社ご神体（虫切り神事）

## 文化財

### 茨城県指定有形文化財
- 本殿・拝殿：1970年（昭和45年）指定。
- 太刀（銘 近則）：幕末の嘉永5年（1852年）に造られ、1990年（平成2年）に文化財指定された[6]。

### 大洗町指定有形文化財
- 随神門

## 現地情報
所在地
- 茨城県東茨城郡大洗町磯浜町6890

付属施設
- 大洗海洋博物館

### 交通アクセス[7]
鉄道駅では鹿島臨海鉄道大洗鹿島線大洗駅で降り、徒歩なら約40分またはレンタサイクル。大洗駅前を発着する茨城交通バスで「大洗磯前神社下」バス停、大洗海遊号（大洗町循環バス）で「大洗磯前神社」バス停では下車すぐ。大洗鹿島線とJR東日本常磐線・水郡線が接続する水戸駅前やひたちなか海浜鉄道湊線那珂湊駅前からも茨城交通バス路線がある。
自家用車などで遠方から訪れる場合は東水戸道路水戸大洗インターチェンジが最寄り。

## 関連図書
- 安津素彦・梅田義彦編集兼監修者『神道辞典』（神社新報社、1968年）15頁
- 白井永二・土岐昌訓編集『神社辞典』（東京堂出版、1979年）65頁
- 上山春平他『日本「神社」総覧』（新人物往来社、1992年）68-69頁
- 『神道の本』（学研、1992年）213頁